# Затонский, Дмитрий Владимирович
Дмитрий Владимирович Затонский (2 июля 1922 года, Одесса — 7 июня 2009 года, Киев) — советский и украинский литературовед и литературный критик. Академик НАН Украины (1990).
Действительный член Европейской академии наук и искусств в Зальцбурге, член Австрийской ассоциации германистов, Европейского общества культуры (Венеция), общества Гёте в Веймаре, президент общества «Украина — Австрия», директор Института литературы им. Т. Г. Шевченко НАНУ.

## Биография
Сын советского политического деятеля Владимира Петровича Затонского.
Изучал историю литературы в Киевском университете имени Тараса Шевченко, который окончил в 1950-х годах. Работал научным сотрудником в Институте литературы им. Т. Шевченко АН УССР, где он основал отдел зарубежной литературы, которым заведовал с 1962 по 1974 год, после чего работал директором этого же института.
В 1971 году был в трёхмесячной командировке в ФРГ, где встречался со многими известными писателями и литературными критиками, такими как Генрих Бёлль и Марсель Райх-Раницкий. 
С 1974 года состоял членом правления Общества Гёте в Веймаре. В 1990 году стал академиком Национальной академии наук Украины. В 2005 году получил медаль Гёте.

## Монографии
- «Франц Кафка и проблемы модернизма» (1965).
- «У пошуках сенсу буття» (1967).
- «Про модернізм і модерністів» (1972).
- «Искусство романа и XX век» (1973).
- «Зеркала искусства» (1977).
- «Шлях через ХХ століття (Статті про німецькомовні літератури)» (1978).
- «В наше время. Книга о зарубежных литературах XX века» (1979).
- «Европейский реализм XIX века. Линии и лики» (1984).
- «Австрийская литература в XX столетии» (1985).
- «Художественные ориентиры XX века» (1988).
- «Реализм — это сомнение?» (1992).
- «Модернизм и постмодернизм. Мысли об извечном коловращении изящных и неизящных искусств» (2001).